# ذي غرابين (النادرة)

تعديل مصدري - تعديل

ذي غرابين هي إحدى قرى عزلة شريح بمديرية النادرة التابعة لمحافظة إب، بلغ تعداد سكانها 167 نسمة حسب تعداد اليمن لعام 2004.